# Hrabstwo Adams (Missisipi)
Hrabstwo Adams (ang. Adams County) – hrabstwo w stanie Missisipi w Stanach Zjednoczonych. Obszar całkowity hrabstwa obejmuje powierzchnię 486,25 mil² (1259,38 km²). Według szacunków United States Census Bureau w roku 2009 miało 30 722 mieszkańców.
Hrabstwo powstało w 1799 roku. 

## Miejscowości
- Natchez

## CDP
- Morgantown
- Cloverdale[4]

| Populacja hrabstwa w poprzednich latach | Populacja hrabstwa w poprzednich latach |
| Rok                                     | Liczba ludności                         |
| --------------------------------------- | --------------------------------------- |
| 1980                                    | 38 171                                  |
| 1990                                    | 35 356                                  |
| 2000                                    | 34 340                                  |
| 2005                                    | 32 099                                  |